# Myiobius
Myiobius – rodzaj ptaków z rodziny królówek (Onychorhynchidae).

## Zasięg występowania
Rodzaj obejmuje gatunki występujące w krainie neotropikalnej – południowo-wschodnim Meksyku, Ameryce Centralnej i Południowej.

## Morfologia
Długość ciała 11,5–14 cm; masa ciała 9,1–13 g.

## Systematyka

### Etymologia
- Platyrhynchus: gr. πλατυρρυγχος platurrhunkhos ‘o szerokim dziobie, szerokodzioby’, od πλατυς platus ‘szeroki’; ῥυγχος rhunkhos ‘dziób’[5]. Gatunek typowy: Platyrhynchos xanthopygus von Spix, 1825 (= Muscicapa mastacalis[b] zu Wied-Neuwied, 1821).
- Tyrannula: nowołac. tyrannulus ‘mały tyran’, od tyrannus ‘tyran, despota’; przyrostek zdrabniający -ulus, od gr. τυραννος turannos ‘tyran’[6].
- Myiobius: gr. μυια muia, μυιας muias ‘mucha’; βίος bios ‘życie’[7].

### Podział systematyczny
Do rodzaju należą następujące gatunki:
- Myiobius atricaudus Lawrence, 1863 – szczecinówka czarnosterna
- Myiobius barbatus (J.F. Gmelin, 1789) – szczecinówka żółtorzytna
- Myiobius sulphureipygius (P.L. Sclater, 1857) – szczecinówka złotorzytna
- Myiobius villosus P.L. Sclater, 1860 – szczecinówka rdzawopierśna